# 蒙特乔治
蒙特乔治（義大利語：Montegiorgio）是意大利费尔莫省的一个市镇。总面积47.39平方公里，人口7111人，人口密度150.1人/平方公里（2009年）。ISTAT代码为044040。